# Gârleni (okręg Bacău)
Gârleni – wieś w Rumunii, w okręgu Bacău, w gminie Gârleni. W 2011 roku liczyła 1747 mieszkańców.